# Siréna
Siréna est un film tchécoslovaque réalisé par Karel Steklý, sorti en 1947.

## Fiche technique
- Titre : Siréna
- Réalisation : Karel Steklý
- Scénario : Marie Majerová et Karel Steklý
- Musique : E.F. Burian
- Format : Noir et blanc
- Pays : Tchécoslovaquie
- Durée : 77 minutes
- Date de sortie : 1947

## Distribution
- Josef Bek : Karel Hampl
- I. Bohàc : Hudec
- Josef Dekoj : Cerný
- Vera Kalendová : Cerná
- Bedrich Karen : Bacher
- N. Mauerová : Ruzena
- Marie Vásová : Hudcová

## Récompenses et distinctions
- Lion d'or à la Mostra de Venise 1947